# Palaeopsis testacea
Palaeopsis testacea är en fjärilsart som beskrevs av Rothschild 1913. Palaeopsis testacea ingår i släktet Palaeopsis och familjen björnspinnare. Inga underarter finns listade i Catalogue of Life.